# Spirit They're Gone, Spirit They've Vanished
| Đánh giá chuyên môn | Đánh giá chuyên môn |
| Nguồn đánh giá      | Nguồn đánh giá      |
| Nguồn               | Đánh giá            |
| ------------------- | ------------------- |
| Allmusic            | [ 1 ]               |
| Pitchfork Media     | (8.9/10)            |
| PopMatters          |                     |
| Tiny Mix Tapes      | [ 4 ]               |

Spirit They're Gone, Spirit They've Vanished là album phòng thu đầu tay của ban nhạc Animal Collective (dưới tên 'Avey Tare và Panda Bear'), phát hành vào tháng 8 năm 2000. Ban đầu được phát hành dưới định dạng CD qua hãng đĩa Animal của chính nhóm (nay tên Paw Tracks) với chỉ 2000 bản được sản xuất. Nó được tái bản dưới dạng CD đôi, gộp chung với Danse Manatee năm 2003 qua FatCat Records, và sau đó dạng đĩa vinyl giới hạn. 

## Bối cảnh
Tất cả bài hát được sáng tác bởi Avey Tare (David Portner) từ năm 1997 tới 1999, trừ "Penny Dreadfuls" được viết khi Portner 16 tuổi. Tiến trình này được ảnh hưởng nặng bởi việc chuyển từ Baltimore đến New York, khoảng thời gian mà anh mô tả là "thời kỳ đen tối" và Brian Weitz (Geologist) là người bạn duy nhất. Portner và Panda Bear (Noah Lennox) thu âm guitar mộc và trống vào một máy Tascam 48 eight-track reel-to-reel trong phòng Portner tại Maryland vào mùa hè năm 1999. Piano và overdub được thực hiện trong phòng khách bố mẹ Portner.
Portner muốn tiếng guitar trở nên "chói tai để tạo nên cảm xúc rung động này".
Một bộ tổng hợp Roland SH-2, mà anh em của Weitz tìm thấy, được dùng để tạo tiếng bass. Trống được chơi bằng bàn chải để tạo âm thành giống trong Ocean Rain và Forever Changes. Một phần "Spirit They've Vanished" được tạo ra nhờ việc dùng feedback loop.
Thành viên tương lai Deakin (Josh Dibb) giúp đỡ việc quảng bá và gửi đĩa nhạc tới các công ty thu âm. Portner nhớ lại, "Southern Records gọi chúng tôi lại tức thì và hỏi ‘Có điều gì sai sót với thứ này không? Loại nhạc này làm chó của chúng tôi phải chạy ra khỏi phòng’!"

## Danh sách ca khúc
| STT              | Nhan đề                                        | Thời lượng |
| ---------------- | ---------------------------------------------- | ---------- |
| 1.               | "Spirit They've Vanished"                      | 5:35       |
| 2.               | "April and the Phantom"                        | 5:53       |
| 3.               | Chưa có tiêu đề                                | 2:58       |
| 4.               | "Penny Dreadfuls"                              | 7:58       |
| 5.               | "Chocolate Girl"                               | 8:28       |
| 6.               | "Everyone Whistling"                           | 1:00       |
| 7.               | "La Rapet"                                     | 7:52       |
| 8.               | "Bat You'll Fly"                               | 5:03       |
| 9.               | "Someday I'll Grow to Be as Tall as the Giant" | 3:10       |
| 10.              | "Alvin Row"                                    | 12:39      |
| Tổng thời lượng: | Tổng thời lượng:                               | 60:38      |

## Thành phần tham gia
- Avey Tare - guitar mộc, piano, hát, bộ tổng hợp, băng
- Panda Bear - "perfect percussion"